# Karomia speciosa
Karomia speciosa là một loài thực vật có hoa trong họ Hoa môi. Loài này được (Hutch. & Corbishley) R.Fern. mô tả khoa học đầu tiên năm 1985 publ. 1988.

## Hình ảnh

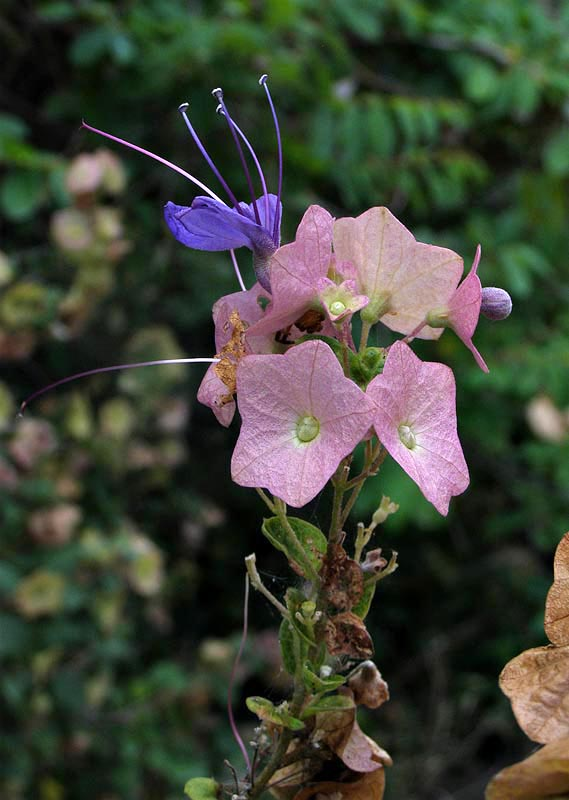